# Fabulettes (1969)
Albums de Anne Sylvestre
Fabulettes (1962) Les Nouvelles Fabulettes
Les Fabulettes (1969) est un album d'Anne Sylvestre sorti sous le label Disques Meys. 

## Historique
Ces fabulettes marquent le retour d'Anne Sylvestre à la chanson pour enfant après le premier EP sorti chez Philips en 1962.
Les titres de l'album sortent d'abord la même année répartis en trois EP (supers 45 tours). L'album est ressorti en CD sous le même label en 1989.
Après son départ de chez Meys, Anne Sylvestre reprendra l'enregistrement des fabulettes sous son propre label en 1976.
Quatre des titres de cet album de Fabulettes reparaissent en 1987 dans le 33 tours "Mercredisque géant 6" intitulé Les Premières Fabulettes, avec les fabulettes de 1962 et des titres inédits : À sept ans, Balle qui détales, Histoire de vélo et La Chanson de Marine.

## LP
Toutes les chansons sont écrites et composées par Anne Sylvestre.
| No  | Titre                              | Durée      |
| --- | ---------------------------------- | ---------- |
| 1.  | Douze Petits Cochons               | 1 min 32 s |
| 2.  | Mon vélo est blanc                 | 32 s       |
| 3.  | Bal des champignons                | 2 min 51 s |
| 4.  | Le Petit Maçon                     | 1 min 58 s |
| 5.  | Oiseaux                            | 1 min 29 s |
| 6.  | Une dame de Dijon                  | 1 min 40 s |
| 7.  | Je pense à Noël (avec Alice)       | 2 min 27 s |
| 8.  | Sureau, sureau                     | 1 min 12 s |
| 9.  | J'ai une maison pleine de fenêtres | 1 min 49 s |
| 10. | Chat, c'est toi l'chat             | 1 min 45 s |
| 11. | Si le renard tousse                | 39 s       |
| 12. | Dans ma fusée                      | 2 min 44 s |
| 13. | C'est un veau                      | 1 min 46 s |
| 14. | La Chanson de l'ortie              | 1 min 49 s |
| 15. | Flocon, papillon                   | 2 min 20 s |

## EP

### Fabulettes
Face A
Toutes les chansons sont écrites et composées par Anne Sylvestre.
| No | Titre                | Durée      |
| -- | -------------------- | ---------- |
| 1. | Douze Petits Cochons | 1 min 30 s |
| 2. | Bal des champignons  | 2 min 49 s |
| 3. | Sureau, sureau       | 1 min 10 s |

Face B
Toutes les chansons sont écrites et composées par Anne Sylvestre.
| No | Titre                 | Durée      |
| -- | --------------------- | ---------- |
| 1. | La Chanson de l'ortie | 1 min 47 s |
| 2. | Flocon, papillon      | 2 min 21 s |
| 3. | Si le renard tousse   | 35 s       |

### Fabulettes 2
Face A
Toutes les chansons sont écrites et composées par Anne Sylvestre.
| No | Titre                                     | Durée      |
| -- | ----------------------------------------- | ---------- |
| 1. | Je pense à Noël (avec Alice Yonnet-Droux) | 2 min 25 s |
| 2. | J'ai une maison pleine de fenêtres        | 1 min 45 s |

Face B
Toutes les chansons sont écrites et composées par Anne Sylvestre.
| No | Titre              | Durée      |
| -- | ------------------ | ---------- |
| 1. | Dans ma fusée      | 2 min 40 s |
| 2. | Oiseaux            | 1 min 25 s |
| 3. | Mon vélo est blanc | 26 s       |

### Fabulettes 3
Face A
Toutes les chansons sont écrites et composées par Anne Sylvestre.
| No | Titre                  | Durée      |
| -- | ---------------------- | ---------- |
| 1. | Chat, c'est toi l'chat | 1 min 41 s |
| 2. | Le Petit Maçon         | 1 min 56 s |

Face B
Toutes les chansons sont écrites et composées par Anne Sylvestre.
| No | Titre             | Durée      |
| -- | ----------------- | ---------- |
| 1. | Une dame de Dijon | 1 min 37 s |
| 2. | C'est un veau     | 1 min 44 s |

## Production
- Arrangements et direction d’orchestre : François Rauber
- Prise de son : Claude Achallé, Thierry Alazard
- Illustrations : René Biosca